# بريت جراي
بريت جراي (بالإنجليزية: Brett Gray)‏، من مواليد 7 أغسطس 1996 في فيلادلفيا، بنسيلفانيا، هو ممثل ومغن أمريكي. معروف بدوره باسم جمال تورنر في مسلسل نتفليكس في منطقتي (2018–2021).

## روابط خارجية
- بريت جراي على موقع IMDb (الإنجليزية)
- بريت جراي على موقع قاعدة بيانات الفيلم (الإنجليزية)